# Jüdischer Friedhof (Gensingen)

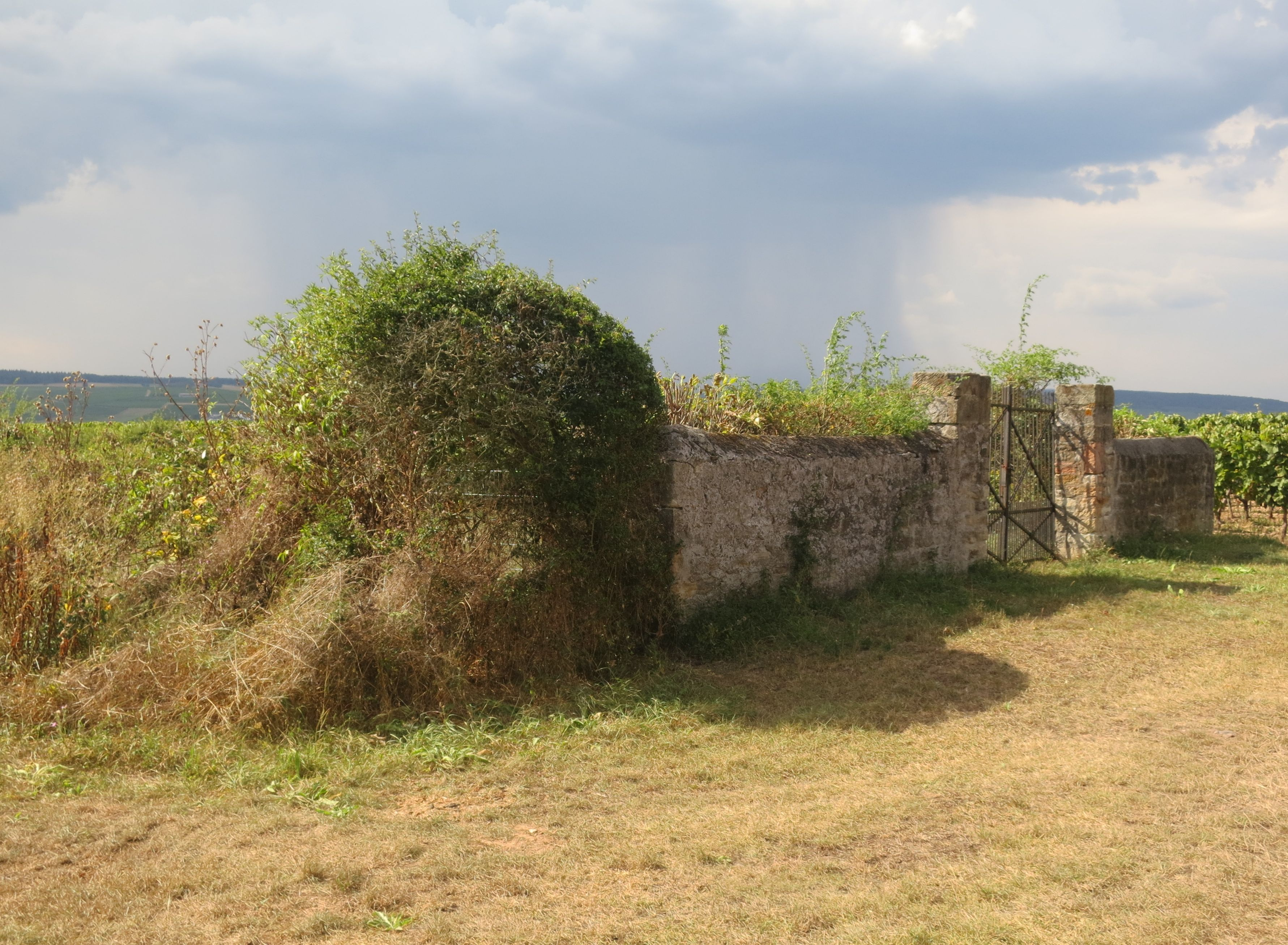
Eingang zum jüdischen Friedhof in Gensingen

Der Jüdische Friedhof in Gensingen, einer Ortsgemeinde im Landkreis Mainz-Bingen in Rheinland-Pfalz, wurde 1804 oder 1862 angelegt und bis etwa 1934 belegt. Der 2499 m² große jüdische Friedhof liegt nördlich des Ortes in der Flur Der hintere Kieselberg. Er ist ein geschütztes Kulturdenkmal.
Heute sind nur noch wenige Grabsteine erhalten.